# Théâtre municipal de Kokkola
Le théâtre municipal de Kokkola (finnois : Kokkolan kaupunginteatteri) est un théâtre  situé dans le quartier de Mäntykangas à Kokkola en Finlande.

## Directeurs du théâtre
- Esko Vuorio 1976-1977
- Erkki Aura 1977-1979
- Eero Siren 1979-1982
- Jukka-Pekka Rotko 1982-1984
- Seppo Rantonen 1984-1987
- Jukka-Pekka Rotko 1987-1990
- Liisa Isotalo 1990-1993
- Untamo Lepola 1993-1996
- Ossi Räikkä 1996-1999
- Jari Ålander 1999-2001
- Jukka-Pekka Rotko 2001-2006
- Anu Hälvä & Petteri Sallinen 2007-2009
- Ari-Pekka Lahti & Jarkko Lahti 2009–2012
- Sini Pesonen 2012–2015
- Juha Vuorinen 2015–